# Kuikkasaari (ö i Lappland, Rovaniemi, lat 66,02, long 26,49)
Kuikkasaari är en ö i Finland. Den ligger i sjön Kuopasjärvi och i kommunen Ranua i den ekonomiska regionen  Rovaniemi ekonomiska region  och landskapet Lappland, i den norra delen av landet, 700 km norr om huvudstaden Helsingfors. Öns area är 0,5 hektar och dess största längd är 110 meter i nord-sydlig riktning.